# 朗茲·貝迪亞
朗茲·哈比卜·埃爾·哈克·貝迪亞（法語：Ramzy Habib El Haq Bedia，1972年3月10日—），法國男演員、喜劇演員、編劇、導演和製片人，以和艾瑞克·裘德共同組成的喜劇二人組艾瑞克與朗茲而聞名。
參演過的知名作品如電影《终极呆瓜警探》（2001年）、《Il était une fois dans l'Oued》（2005年）、《歸鄉》（2006年）、《牛排》（2007年）、《讷伊的母亲》（2009年）和《斯皮鲁和方大炯历险记》（2018年）。

## 早期生活
朗茲·貝迪亞出生於巴黎十六区，父親是卡比利亞的阿爾及利亞人，而母親則是瓦赫蘭的阿爾及利亞人。他主要在热讷维利耶長大。她的妹妹梅拉哈·貝迪亞也是名演員和喜劇演員。

## 個人生活
貝迪亞與前電視節目主持人桑德琳·博格特（Sandrine Bogaert）於2000年2月2日生下一個長女薩洛美（Salomé）。
從1999年開始，他與主持人兼導演安妮·德佩特里尼育有兩個女兒，分別是艾拉（Ella，出生於2002年6月）和艾娃（Ava，出生於2008年3月）。他們於2011年離婚。
2020年，他透過伴侶瑪莉昂（Marion）而獲得了一個兒子。

## 外部連結
- 朗茲·貝迪亞在互联网电影资料库（IMDb）上的資料（英文）